# La Roue (film, 1957)
Pour les articles homonymes, voir La Roue.
Pour plus de détails, voir Fiche technique et Distribution.
La Roue est un film français d'André Haguet et Maurice Delbez sorti en 1957. C'est un remake de La Rose du Rail d'Abel Gance sorti en 1923.

## Synopsis
En juin 1940, le mécanicien Pierre Pelletier recueille une fillette de 3 ans, Norma, dont la mère vient d'être tuée dans un bombardement. Il décide d'envoyer l'enfant en Bretagne où elle rejoindra son fils Roland. La guerre terminée, Pelletier fait venir à Lyon son fils et Norma enregistrée à l'état-civil comme sa fille. Celle-ci âgée de 18 ans en 1955, fréquente un jeune officier d'aviation suscitant l'hostilité, en réalité la jalousie de Pierre Pelletier. Celui-ci dont la vision est atteinte dans un accident est contraint de quitter la conduite des locomotives et à entrer dans un atelier d'entretien où son incapacité visuelle le relègue à un poste de manœuvre.
Le film se déroule dans les milieux cheminots, mécaniciens, chauffeurs, chefs de gare, ingénieurs du trafic, dans les dépôts, gares de triage, ateliers d'entretien, sur la ligne de Paris à Lille dans la première scène de juin 1940, puis à Lyon sur la ligne de Paris-Lyon à Marseille-Saint-Charles avec scènes sur la partie électrifiée de Paris-Lyon et sur celle encore en traction vapeur en 1955 de Lyon à Marseille.
Nous assistons à la « querelle des anciens et des modernes » entre « vaporistes » et « électriciens ». Pierre Pelletier mécanicien vapeur est, malgré tout, fier de son fils conducteur sur la ligne Paris-Lyon récemment électrifiée.
Une des dernières scènes présente le film du record de vitesse du 29 mars 1955 sur la BB 9004 tourné par la SNCF, avec vue de l'incendie du pantographe. Roland Pelletier est présenté comme participant à cet exploit.

## Fiche technique
- Titre : La Roue
- Réalisation : André Haguet et Maurice Delbez
- Scénario : Oscar-Paul Gilbert
- Photographie : Pierre Petit et Lucien Joulin
- Musique : Louiguy
- Montage : Leonide Azar et Suzanne Rondeau
- Décors : Lucien Aguettand
- Société de production : Florida Films
- Pays de production :  France
- Genre : Drame
- Durée : 103 minutes
- Date de sortie :
  - France - 3 juillet 1957
- Affiche : Boris Grinsson (France)

## Distribution
- Jean Servais : Pierre Pelletier
- Pierre Mondy : Jean Marcereau
- Catherine Anouilh : Norma / Madeleine Johnson
- Claude Laydu : Roland Pelletier
- François Guérin : Jacques Marchand
- Julien Bertheau : l'ingénieur Périer
- Georges Chamarat : Dr Ribaud, l'ophtalmologiste
- Carmen Duparc : Marie
- Yvette Étiévant : Marcelle Leroy
- Georges Jamin : le chef de poste
- Paul Mercey : Pujol
- Paul Péri : Blin
- Christiane Capri :
- Élyane Saint-Jean : serveuse blonde au bal
- Jean Degrave : Rabot
- Gabriel Gobin : Jules, le cheminot chti

Non crédités :
- Max Amyl : un régulateur
- René Aranda : un cheminot à la soirée
- Jacques Ary : le cheminot qui parle de Norma
- André Auguet : un cheminot à la soirée
- Bruno Balp : l’animateur de la soirée
- Antonin Baryel : le chef d’atelier
- Marcel Bernier : un cheminot
- René Berthier : Lamotte, le chef de P.C
- Aline Blome : une participante à la soirée
- Jacques Brécourt : un cheminot
- Yvonne Dany : une participante à la soirée
- Edy Debray : un cheminot à la soirée
- Jacqueline Doyen : l'infirmière de l'hôpital
- Maurice Ducasse : un cheminot
- Jean Filliez : un régulateur
- Marcel Gallon : un cheminot
- Yvonne Jacquemot : la femme à la gare de Méricourt qui connait le nom de Madeleine
- André Julien : un cheminot
- Rudy Lenoir : Schmidt, le soldat allemand
- Pierre Leproux : Moreau, l’ingénieur à la gare de Méricourt
- Sylvain Levignac : un cheminot chez Marcelle
- Roland Malet : un cheminot
- Lucienne Marchand : la femme qui fait « Chut » à la soirée
- Robert Mercier : un cheminot à la soirée
- Alain Nobis : un contrôleur sur le parcours du train électrique
- Jimmy Perrys : le cheminot qui pose une question à la réunion
- Jean-Claude Rémoleux : un cheminot
- Emile Riandreys : un cheminot à la soirée
- Pierre Vernet : un cheminot
- Louis Viret : le chef de gare de Méricourt

## Sortie vidéo
Le film est sorti en DVD (Gaumont Video) en 2022.